# Покемон: Судьба Деоксиса
«Покемон: Судьба Деоксиса», выпущенный в Японии под названием Pocket Monsters Advanced Generation the Movie: Deoxys the Visitor (яп. 劇場版ポケットモンスター アドバンスジェネレーション 裂空の訪問者 デオキシス гэкидзё:бан покэтто монсута: адобансу дзэнэрэ:тион рэкку но хо:монся дэокисису) — седьмой полнометражный фильм серии «Покемон», завершающий и дополняющий седьмой сезон аниме (Pokémon: Advanced Challenge), и второй фильм серии Advanced Generation (рус. Новое Поколение). Оригинальный фильм впервые был показан в кинотеатрах Японии 17 июля 2004 года. Перед американским релизом из фильма были вырезаны некоторые сцены, которые могли быть слишком интенсивными для американских детей.
Англоязычная адаптация, подготовленная компанией Miramax Films, была показана на телеканале Kids' WB 22 января 2005 года. Во время первого показа из фильма были вырезаны некоторые сцены. После его показа рейтинг телеканала резко вырос, достигнув своего лучшего результата, установленного в 2003 году, и за первый месяц 2005 года он превзошёл результат за предыдущий год. 15 февраля того же года фильм был выпущен на DVD. В нём были возвращены дополнительные 15 минут, вырезанные при показе по телевидению.
«Судьба Деоксиса» — первый в серии фильм, которому не предшествует короткометражный мини-фильм. Вместо этого завязка событий фильм была показана в начале самой «Судьбы Деоксиса». Также некоторые покемоны, обычно остающиеся в стороне от сюжета, на этот раз являются одними из основных действующих лиц. Кроме того, в этом фильме впервые появляется покемон Манчлакс. Хотя права на показ данного фильма принадлежат Cartoon Network, до этого он был показан на телеканале Toon Disney 16 апреля 2007 года (так как компания Miramax, выпускавшая этот фильм, принадлежит компании Disney). Раньше на этом же телеканале транслировался «Покемон: Джирачи — Исполнитель желаний». Наконец, это последний фильм, выпущенный на территории США компанией Miramax и на территории Канады компанией Alliance Films in Canada; следующие три фильма в обеих странах были выпущены компанией Viz Media, а выпуском «Покемон: Гиратина и небесный воин» занималась компания Universal Studios.
Заключительной песней в финальных титрах стала «Lovely: Yume Miru Lovely Boy» (яп. L•O•V•E•L•Y～夢見るLOVELY BOY～, «Lovely: Dream-Seeing Lovely Boy»), которую исполнила Томоко Кавасэ под псевдонимиом Tommy February6. В других дубляжах была использована песня Бри Шарп «This Side of Paradise» (рус. Эта сторона Рая). В поисках идей для создания фильма Кунихико Юяма посетил Ванкувер, Британскую Колумбию и Канаду.
На территории России фильм вышел 23 мая 2005 года на DVD. Дистрибьютором стала компания West Video. На территории Великобритании дистрибьютором стала компания Optimum Home Entertainment, планировавшая выпустить его на DVD. Планировалось, что фильм поступит в продажу 9 мая 2011 года, но релиз был перенесён на неопределённый срок. Как только фильм выйдет, задержка между релизами фильма в Великобритании и Японии будет составлять 7 лет, и 6 лет по сравнению с Америкой, что автоматически ставит рекорд по задержке между иностранными релизами фильмов серии Pokémon.

## Сюжет
Таинственный метеорит несётся к земле. Когда он входит в земную атмосферу, то чуть не ранит Рейквазу — покемона, живущего в озоновом слое и, по преданию, охраняющего небо. Метеорит взрывается в арктических широтах, и внутри него оказываются два яйцеобразных кристалла. Пурпурный кристалл превращается в Деоксиса, и тот берёт осколок метеорита, в котором находится второй кристалл. В этот момент из озонового слоя появляется Рейкваза, и вступает с пришельцем в бой. Свидетелями боя становятся полярники, проводившие в этом районе исследования. Во время битвы покемоны непреднамеренно разрушают научную базу людей и пугают стаю покемонов-моржей. Испуганные моржи бегут в к воде и в свою очередь пугают Тори, ребёнка одного из исследователей. Деоксис практически одолевает Рейквазу, но отвлекается на электрическое поле от разбитого оборудования. Рейкваза использует шанс и поражает Деоксиса мощнейшим гиперлучом. Деоксис превращается обратно в кристалл, который падает в море. Второй кристалл достаётся людям, которые увозят его в Хоэнн.
Прошло четыре года. Эш, Мэй, Брок и Макс едут в город ЛаРусс, где Эшу предстоит участвовать в боях в Башне Сражений. В этом же городе живёт и Тори, который после перенесённой в детстве психологической травмы боится покемонов, предпочитая им уединение. В тот же день полностью восстановившийся после боя Деоксис прорывается через лёд и устремляется в Хоэнн на поиски второго кристалла, который родители Тори изучают в лаборатории.
Эш впервые встречает Тори в Башне Сражений, ошибочно приняв его за тренера покемонов, и они вместе сражаются с Рейфом и Сидом, другими тренерами. Однако герои проигрывают, так как Тори ни разу в жизни не участвовал в боях покемонов. Расстроенный Тори убегает, но на улице помогает покемону Майнуну, который случайно застрял в автоматической мусорнице. После боя с Эшем встречается отец Тори, и объясняет ему, что Тори боится покемонов. Эш с друзьями находят Тори, и они проводят некоторое время вместе, пока не замечают в небе полярное сияние, которое является сигналом Деоксиса.
Деоксис вторгается в ЛаРусс и начинает захватывать его жителей, чтобы они не мешали ему в поисках второго кристалла. Друзьям удаётся спастись, но ситуация ухудшается, когда Рейкваза, вновь почувствовав присутствие Деоксиса, врывается в город, чтобы вновь дать Деоксису бой. Тори показывает друзьям, где находится кристалл, и они вместе заряжают его с помощью электричества. Деоксис загоняет Рейквазу в Башню Сражений и практически одолевает его, но в этот момент появляется ещё один Деоксис, регенерировавший из второго кристалла, и спасает Рейквазу. Покемоны прекращают бой и улетают из города.

## Актёрский состав
| Имя персонажа      | Актёр японского озвучивания                        | Актёр английского озвучивания                      |
| ------------------ | -------------------------------------------------- | -------------------------------------------------- |
| Сатоси (Эш Кетчум) | Рика Мацумото (松本 梨香)                          | Вероника Тейлор                                    |
| Харука (Мэй)       | Каори (かおり)                                     | Вероника Тейлор                                    |
| Пикачу             | Икуэ Отани (大谷 育江)                             | Икуэ Отани (大谷 育江)                             |
| Такэси (Брок)      | Юдзи Уэда (上田 祐司))                             | Эрик Стюарт                                        |
| Масато (Макс)      | Фусиди Ямада (山田 ふしぎ)                         | Эми Бирнбаум                                       |
| Тори Лунд          | Норико Хидака (日髙 のり子)                        | Тара Сэндс                                         |
| Профессор Лунд     | Коити Ямадэра (山寺 宏一)                          | Шон Шеммель                                        |
| Юко                | Такако Уэхара (上原 多香子)                        | Рейчел Лиллис                                      |
| Рю (Рейф)          | Кэндзи Нодзима (野島 健児)                         | Себастьян Аркелус                                  |
| Хитоми (Ребекка)   | Бекки (ベッキー)                                   | Лиза Ортис                                         |
| Сёта (Сид)         | Макото Хиго (肥後 誠)                              | Мэтью Чарльз                                       |
| Кэтрин             | Мариа Ямамото (山本 麻里安)                        | Ребекка Хендлер                                    |
| Одри               | Мидзуки Нана (水樹 奈々)                           | Ребекка Хендлер                                    |
| Деоксис            | Сусуму Тиба (千葉 進歩) Кэндзи Нодзима (野島 健児) | Сусуму Тиба (千葉 進歩) Кэндзи Нодзима (野島 健児) |
| Рейкваза           | Кацуюки Кониси (小西 克幸)                         | Кацуюки Кониси (小西 克幸)                         |
| Мусаси (Джесси)    | Мэгуми Хаясибара (林原 めぐみ)                     | Рейчел Лиллис                                      |
| Кодзиро (Джеймс)   | Мики Синъитиро (三木 眞一郎)                       | Эрик Стюарт                                        |
| Нясу (Мяут)        | Инуко Инуяма (犬山 イヌコ)                         | Мэдди Блауштейн                                    |
| Гомбэ (Манчлакс)   | Кэйко Ямамото (山本 圭子)                          | Джейсон Гриффит                                    |

### Другие актёры
- Дана Соутерн
- Кэролайн Лавсон
- Эми Пэлант
- Джеффри Крамер

## Кассовые сборы
Фильм не попал в Японии в десятку самых кассовых фильмов 2005 года из-за успеха американских блокбастеров того года. Однако именно «Судьба Деоксиса» взяла титул аниме года по сборам, обойдя «Дораэмон» 2004 ($23m), Conan ($22), Crayon Shin-chan 2004 ($11), «Наруто» ($11m), «Призрак в доспехах: Невинность» ($8m), «Стимбой» ($8m) и InuYasha — Crimson Horai Island ($7m). В общем зачёте фильм занимает седьмое место.